# Patagopelta
Patagopelta („Patagonský štít“) je rod ptakopánvého ankylosaurního dinosaura z čeledi Nodosauridae, který se zhruba před 75 až 70 miliony let vyskytoval na území dnešní Argentiny. Zahrnuje jediný dosud popsaný druh Patagopelta cristata, formálně popsaný na konci roku 2022.

## Historie objevu a popisu
Fosilie tohoto dinosaura byly objeveny v sedimentech geologického souvrství Allen nedaleko města General Roca na území provincie Río Negro. V roce 1996 bylo o nálezu poprvé referováno v odborné literatuře jako o „argentinském ankylosaurovi“. Typový exemplář nese označení MPCA-SM-78, v roce 2022 byly objeveny další fosilie tohoto dinosaura a ten tak mohl být formálně popsán.

## Popis
Podle nekompletně dochované kostry je možné odhadnout délku tohoto malého nodosaurida asi na pouhé 2 metry. Podobné rozměry, ale více „obrněný“ ocas vykazoval také druh Stegouros elengassen, popsaný z Chile v roce 2021.

## Zařazení
Patagopelta spadá do kladu Ankylosauria, čeledi Nodosauridae a podčeledi Nodosaurinae, případně pak ještě do tribu Panoplosaurini. Nejblíže příbuznými rody jsou podle provedené fylogenetické analýzy rody Texasetes, Sauropelta, Tatankacephalus, Borealopelta a Ahshislepelta.